# Ceratina ludwigsi
Ceratina ludwigsi là một loài Hymenoptera trong họ Apidae. Loài này được Strand mô tả khoa học năm 1914.